# 朝鮮䱻
朝鮮䱻（学名：Hemibarbus mylodon），俗名竹篙頭 ，为輻鰭魚綱鯉形目鲤科的其中一種，分布於亞洲韓國，本魚體延長，略呈圓柱狀，上頷具鬚一對。魚體略帶銀色金屬光澤，背部淡青色，腹部銀白色，尾鰭叉形。幼魚體側有8至10個呈縱向排列的不規則黑色斑塊，成魚體則具有數列白列整齊的黑色細點，體長可達25公分，棲息於水流略急而水域寬闊的潭區，平常大多群游在水域底層，屬肉食性，以水生昆蟲、甲殼類及軟體動物等為食。

## 扩展阅读
維基物種上的相關：朝鮮䱻
- Froese, R. & Pauly, D. (eds.) (2011). Hemibarbus mylodon. FishBase. Version 2011-12.